# Макдональд, Мэри Лу
Мэри Лу Макдональд (англ. Mary Lou McDonald, ирл. Máire Labhaoise Ní Dhomhnaill; род. 1 мая 1969, Дублин) — ирландский политический и государственный деятель, председатель партии Шинн Фейн (с 2018).

## Биография
Училась в частной католической школе для девочек Нотр-Дам в Чёрчтауне (южный пригород Дублина). Окончила Тринити-колледж в Дублине, Лимерикский университет и Городской университет Дублина, изучала английскую литературу, европейскую интеграцию и управление человеческими ресурсами. Сначала состояла в партии Фианна Файл, в 1998 году перешла в Шинн Фейн. В 2002 году выставляла свою кандидатуру на парламентских выборах в западном избирательном округе Дублина, но не добилась успеха. В 2004—2009 годах являлась евродепутатом, в 2008 году безальтернативно избрана заместителем председателя партии, в 2011 году избрана в Палату представителей Ирландии (Дойл Эрен) от центрального избирательного округа Дублина.
10 февраля 2018 года на специальной партийной конференции в Дублине избрана председателем Шинн Фейн, сменив 69-летнего Джерри Адамса, занимавшего эту должность в течение 36 лет.
По итогам парламентских выборов 8 февраля 2020 года партия Шинн Фейн оказалось первой по популярности и второй по мандатам, получив 37 мест в Палате представителей и обойдя правящую Фине Гэл (35 мест).
9 февраля 2020 года, выступая на митинге перед сторонниками партии, Макдональд назвала лучший для Шинн Фейн исход выборов за всю историю революцией и заявила о намерении принять участие в формировании правительственной коалиции.
27 июня 2020 года впервые в ирландской истории было сформировано коалиционное правительство Фианна Файл и Фине Гэл, вследствие чего Макдональд оказалась лидером оппозиции.
5 мая 2022 года местные выборы в нескольких регионах Великобритании показали сенсационный результат в Северной Ирландии — здесь впервые в истории относительную победу одержала партия Шинн Фейн (она получила 27 из 90 мест в местном парламенте, а Демократическая юнионистская партия — 25).

## Личная жизнь
В 1996 году вышла замуж за Мартина Ленигана, в их семье есть двое детей.